# Грищенко, Кирилл Константинович
Кирилл Константинович Грищенко (24 мая 1904, Тирасполь, Херсонская губерния, Российская империя — 25 июня 1946, СССР) — советский военачальник, полковник (02.07.1944).

## Биография
Родился 24 мая 1904 года в городе Тирасполь, ныне Приднестровская Молдавская Республика. Украинец.

### Военная служба
В марте 1927 года  добровольно вступил в РККА  и был зачислен в 51-й отдельный кавалерийский эскадрон 51-й Перекопской стрелковой дивизии УВО в городе Тирасполь. В июне 1928 года он, окончив полковую школу при 52-м стрелковом полку, вернулся в эскадрон и проходил службу младшим командиром. В октябре 1929 года уволен в запас. Член ВКП(б) с 1929 года.
После увольнения учился в авиационном техникуме в городе Киев. Окончив 1-й курс, в мае 1931 года поступил в 11-ю военную школу пилотов в городе Ворошиловград, по окончании которой, с сентября 1932 года, в той же школе проходил службу в должностях инструктора-лётчика, командира звена и командира отряда.
В декабре 1938 года, капитан Грищенко переведен в Мелитопольское военное авиационное училище на должность командира отряда, с августа 1940 года вступил в командование эскадрильей. В марте 1941 года, за отличную подготовку лётного состава награжден орденом Красной Звезды.

#### Великая Отечественная война
С началом войны, в той же должности, в сентябре 1941 года направлен в Военную академию командного и штурманского состава ВВС Красной армии, где был зачислен слушателем командного факультета.
В августе 1942 года, окончив академию, назначен штурманом 946-го штурмового авиаполка, находившегося на формировании в 1-й запасной авиабригаде ВВС ПриВО в городе Куйбышев. Затем полк вошел в состав 231-й штурмовой авиадивизии 2-го штурмового авиакорпуса 3-й воздушной армии Калининского фронта и, с 4 декабря, начал боевую работу. Участвовал в Великолукской и Ржевско-Вяземской наступательных операциях.
С апреля 1943 года майор Грищенко вступил в командование 946-м штурмовым авиаполком. В мае — июне 1943 года, полк находился на переучивании на новой материальной части, затем вёл боевые действия на Западном фронте в 1-й воздушной армии. Участвовал в Орловской, Смоленской, Ельнинско-Дорогобужской и Смоленско-Рославльской наступательных операциях, содействовал войскам фронта в овладении городами Ржев, Белый, Великие Луки, Оленино, Ельня. По боевой работе, дисциплине и организованности, полк занимал 1-е место во 2-м штурмовом корпусе.
В январе 1944 года, подполковник Грищенко назначается командиром 196-й штурмовой авиадивизии. Формировал её в составе 4-го штурмового авиакорпуса в ОрВО. В июне 1944 года дивизия в составе корпуса убыла на 1-й Белорусский фронт и с 22 июня включена в 16-ю воздушную армию. Её части успешно действовали в Белорусской, Бобруйской и Минской наступательных операциях. Особенно отличились её полки в боях на бобруйском направлении, где сыграли важную роль в ликвидации окружённых  группировок противника и в срыве их попыток вырваться из окружения. За успешное выполнение боевых заданий командования при овладении города Жлобин, дивизии было присвоено почетное наименование «Жлобинская».
С 3 августа 1944 года 196-я штурмовая авиационная Жлобинская дивизия была передана в состав 4-й воздушной армии 2-го Белорусского фронта и приняла участие в Осовецкой наступательной операции. В 1945 году, дивизия участвовала в Восточно-Прусской, Млавско-Эльбингской, Восточно-Померанской и Берлинской наступательных операциях. Её части, активно взаимодействуя с сухопутными войсками, а на приморских участках и с силами флота, успешно действовали по военно-морским объектам в районе городов Гдыня и Данциг (Гданьск), при форсировании и прорыве обороны противника на реке Одер. За успешное выполнение заданий командования она была награждена орденом Красного Знамени.
В период с декабря 1941 года  по  май 1945 года, Грищенко лично совершил 16 боевых вылетов на штурмовку войск и объектов  противника.
За время войны комдив Грищенко был 18 раз персонально упомянут в благодарственных приказах Верховного Главнокомандующего.

#### Послевоенное время
После войны продолжал командовать дивизией в СГВ. После её расформирования 25 июня 1946 года покончил жизнь самоубийством.

## Награды
- два ордена Красного Знамени (30.09.1944[4], 21.02.1945[5])
- орден Кутузова II степени ( 23.07.1944)[6]
- орден Кутузова III степени (06.09.1943)[7]
- орден Отечественной войны I степени (06.06.1945)[8]
- три ордена Красной Звезды (??.03.1941[4], 21.02.1943[9], 03.11.1944[10])

медали в том числе:
- - «За победу над Германией в Великой Отечественной войне 1941—1945 гг.»
  - «За взятие Кёнигсберга»

Приказы (благодарности) Верховного Главнокомандующего в которых отмечен К. К. Грищенко.
- За овладение городом и крупным железнодорожным узлом Жлобин – важным опорным пунктом обороны немцев на бобруйском направлении. 26 июня 1944 года. № 120.
- За овладение штурмом городом и крепостью Осовец – мощным укрепленным районом обороны немцев на реке Бобр, прикрывающим подступы к границам Восточной Пруссия. 14 августа 1944 года № 166.
- За овладение штурмом городом Пшасныш (Прасныш), городом и крепостью Модлин (Новогеоргиевск) — важными узлами коммуникаций и опорными пунктами обороны немцев. 18 января 1945 года. № 226.
- За овладение городом Алленштайн – важным узлом железных и шоссейных дорог я сильно укрепленным опорным пунктом немцев, прикрывающим с юга центральные районы Восточной Пруссии. 22 января 1945 года. № 242.
- За овладение городами Нойштеттин и Прехлау — важными узлами коммуникаций и сильными опорными пунктами обороны немцев в Померании. 28 февраля 1945 года. № 286.
- За овладение городами Руммельсбург и Поллнов — важными узлами коммуникаций и сильными опорными пунктами обороны немцев в Померании. 3 марта 1945 года. № 287.
- За выход на побережье Балтийского моря и овладение городом Кёзлин — важным узлом коммуникаций и мощным опорным пунктом обороны немцев на путях из Данцига в Штеттин. 4 марта 1945 года. № 289.
- За овладение городом Штольп — важным узлом железных и шоссейных дорог и мощным опорным пунктом обороны немцев в Северной Померании. 9 марта 1945 года. № 297
- За овладение городами Бытув (Бютов) и Косьцежина (Берент) — важными узлами железных и шоссейных дорог и сильными опорными пунктами обороны немцев на путях к Данцигу. 8 марта 1945 года. № 296.
- За овладение штурмом городом Гдыня – важной военно-морской базой и крупным портом на Балтийском море. 28 марта 1945 года. № 313.
- За форсирование восточного и западного Одера южнее Штеттина, прорыв сильно укрепленную оборону немцев на западном берегу Одера и овладение главным городом Померании и крупным морским портом Штеттин, а также занятие городов Гартц, Пенкун, Казеков, Шведт. 26 апреля 1945 года. № 344.
- За овладение городами Пренцлау, Ангермюнде — важными опорными пунктами обороны немцев в Западной Померании. 27 апреля 1945 года. № 348.
- За овладение городами и важными узлами дорог Анклам, Фридланд, Нойбранденбург, Лихен и вступили на территорию провинции Мекленбург. 29 апреля 1945 года. № 351.
- За овладение городами Грайфсвальд, Трептов, Нойштрелитц, Фюрстенберг, Гранзее — важными узлами дорог в северо-западной части Померании и в Мекленбурге. 30 апреля 1945 года. № 352.
- За овладение городами Штральзунд, Гриммен, Деммин, Мальхин, Варен, Везенберг — важными узлами дорог и сильными опорными пунктами обороны немцев. 1 мая 1945 года. № 354.
- За овладение городами Барт, Бад-Доберан, Нойбуков, Варин, Виттенберге и за соединение на линии Висмар, Виттенберге с союзными нам английскими войсками. 3 мая 1945 года. № 360.
- За овладение городом Свинемюнде — крупным портом и военно-морской базой немцев на Балтийском море. 5 мая 1945 года. № 362.
- За форсирование пролива Штральзундерфарвассер, захват на острове Рюген городов Берген, Гарц, Путбус, Засснитц и полное овладение островом Рюген. 6 мая 1945 года. № 363.